# عقيل أباد (سدة أراك)
عقیل أباد (بالفارسية: عقیل‌آباد) هي قرية تقع في إيران في Sedeh Rural District. يقدر عدد سكانها بـ 1,571 نسمة .